# クージーオーバル
クージー・オーバル（Coogee Oval）は、オーストラリアのニューサウスウェールズ州シドニー郊外、クージー（Coogee）にあるスポーツ競技場で、主にラグビーユニオンとクリケットの試合で使用される。

## 概要
冬季はランドウィック・ラグビーユニオン・クラブ（Randwick Rugby Union Club）、夏季はランドウィック・ピーターシャム・クリケット・クラブ（Randwick Petersham Cricket Club）がホームグラウンドとして使用する。ラグビーリーグのニューサウスウェールズ州代表チーム（愛称：Blues）も、主な合宿施設としている。
観客収容数は、最大5,000人。

## 歴史
1882年に開設し、メインスタンドは1924年に建設され、2021年に改修された。
1926年、ラグビーユニオンのランドウィックの本拠地が、クージー・オーバルに移った。
1988年6月22日、ランドウィックがオールブラックス（ニュージーランド代表）と対戦した時に、観客動員数が過去最高の9,246人を記録した。